# Lelek ušatý
Lelek ušatý (Lyncornis macrotis) je noční až soumračný pták z řádu lelků, který obývá jižní Indii a jihovýchodní Asii. Tento statný lelek má kryptické opeření a na korunce charakteristická prodloužená pera (ouška; odtud druhové jméno).

## Systematika, rozšíření a populace
Druh popsal irský zoolog Nicholas Aylward Vigors v roce 1831. Lelek ušatý byl původně zařazen do rodu Eurostopodus. Na základě molekulární fylogenetické studie z roku 2010 byl však spolu s úzce příbuzným lelkem Temminckovým (Lyncornis temminckii) přeřazen do rodu Lyncornis. Druhové jméno macrotis pochází z řeckého makrótés („dlouhouchý“; z řeckého makros = „dlouhý“ a „ou“, ótos = „ucho“). Lelek ušatý se řadí do rodu Lyncornis, dvoučlenného rodu ušatých asijských lelků (Caprimulgiformes). K roku 2022 se uznává 5 poddruhů s nádledujícím rozšířením:
- L. m. cerviniceps Gould, 1838 – Bangladéš, od severovýchodní Indie po jižní Čínu, Indočína, severní část Malajského poloostrova
- L. m. bourdilloni Hume, 1875 – jihozápadní Indie
- L. m. macrotis (Vigors, 1831) – Filipíny (kromě filipínských oblastí zmíněných níže u L. m. macropterus)
- L. m. jacobsoni Junge, 1936 – Simeulue
- L. m. macropterus Bonaparte, 1850 – Sulawesi, Sangihe, Talaudské ostrovy, Banggai a Sula

Celková populace druhu není známa.

## Popis
Lelek ušatý měří 31–40 cm. Křídlo měří 25–28 cm, ocas 16–18 cm, zobák 1,3 cm a běhák 1,9 cm. Většina opeření je hnědá. Na zadní části korunky vyrůstají nápadná dlouhá pera, tzv. ouška. Po stranách krku se nachází výrazná bílá skvrna, která je někdy namíchaná červenohnědou. Samice jsou velmi podobné samci. Duhovky jsou tmavě hnědé, zobák nahnědlý, nohy tělové až nahnědlé barvy.

## Biologie
Lelkoun ušatý vyhledává lesní primární i sekundární porosty, lesní okraje a stanoviště v blízkosti řek do 1000 m n. m. (resp. 1750 m n. m. na Sulawesi). Jedná se o nočního a soumračného ptáka. Hřaduje na zemi nebo na spadlých kmenech stromů, občas v menších hejnech do 10 ptáků. Hlasově se projevuje hlavně kolem soumraku a úsvitu, občas i v měsícem prořázených nocích. Vydává trojnoté put uí-ó či put pí-ou, kdy první nota je měkká, následovaná krátkou pauzou, načež následuje druhé a třetí hvízdavé noty. Třetí, poslední nota je klesavá.
Živí se především velkým hmyzem jako jsou můry, brouci, cikády a termiti. Potravu sbírá za soumraku v lese nebo na lesních mýtinách, po kterých pomalu poletuje za pohodového mávání křídel, které připomíná spíše malého jestřába. Hnízdí nejčastěji v únoru či březnu, může však zahnízdit kdykoliv mezi lednem a květnem. Hnízdo si nestaví, samice klade vejce přímo na zem do listí nebo na holou půdu. Hnízda však bývají dobře skrytá v husté vegetaci. Samice klade pouze 1 elipsovité, krémové či lososově zbarvené vejce s šedými či až načervenalými flíčky. Vejce mívá rozměr cca 41×30 mm. Samice mají tendenci klást vejce na totéž hnízdní stanoviště rok co rok.

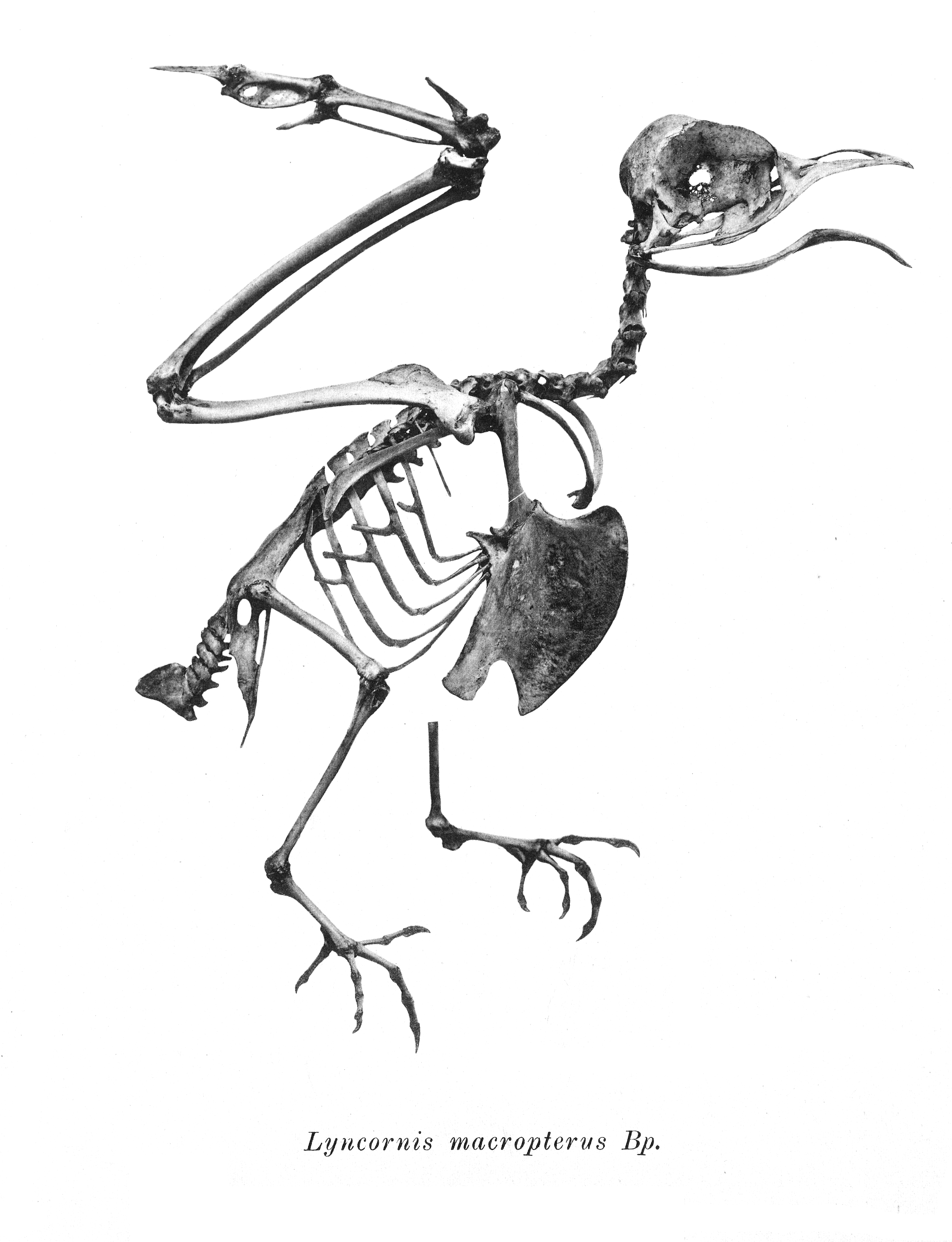
Kostra
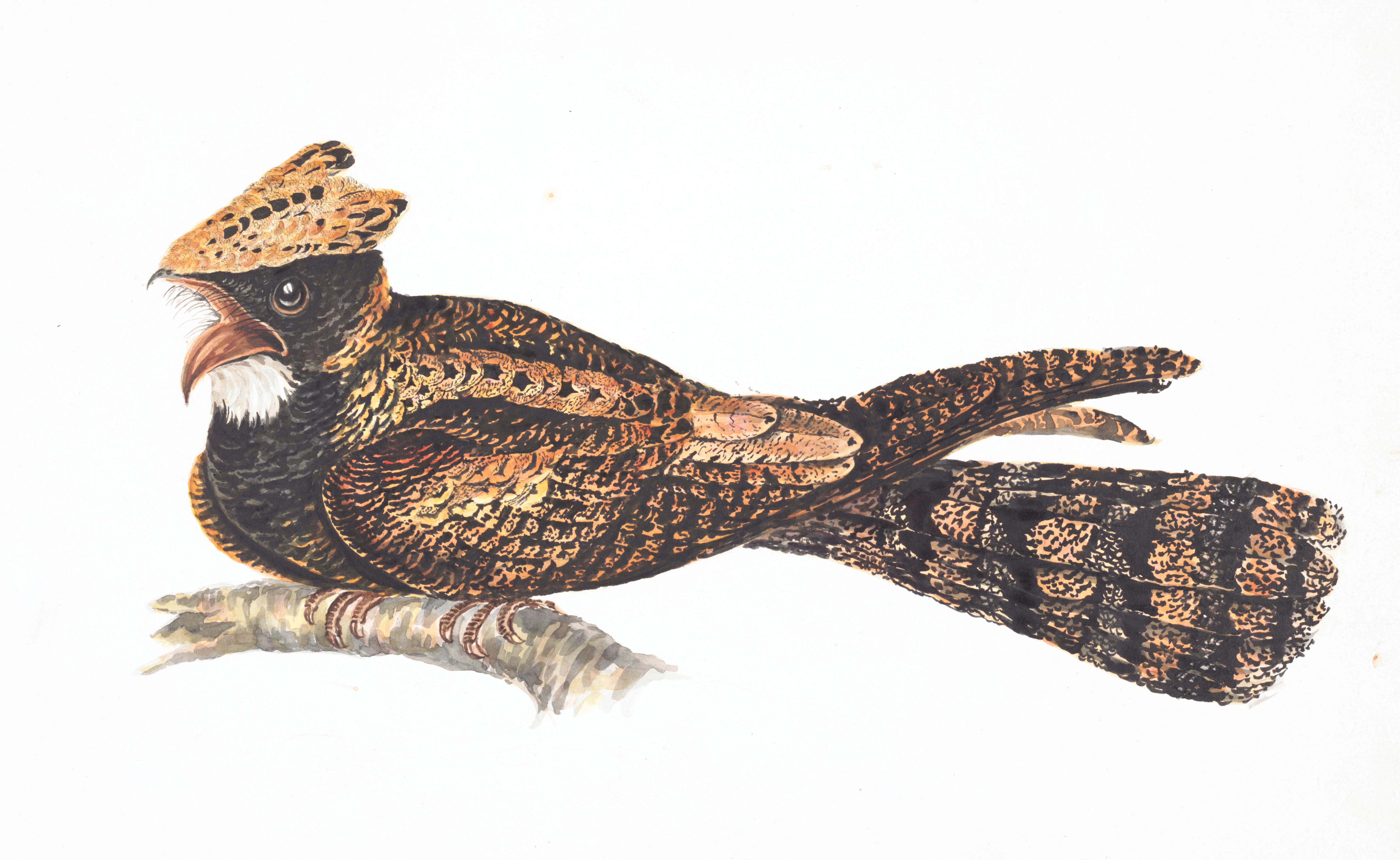
Ilustrace lelka ušatého (Elizabeth Gwillim, 1801)
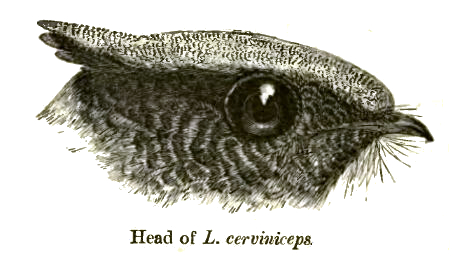
Kresba hlavy
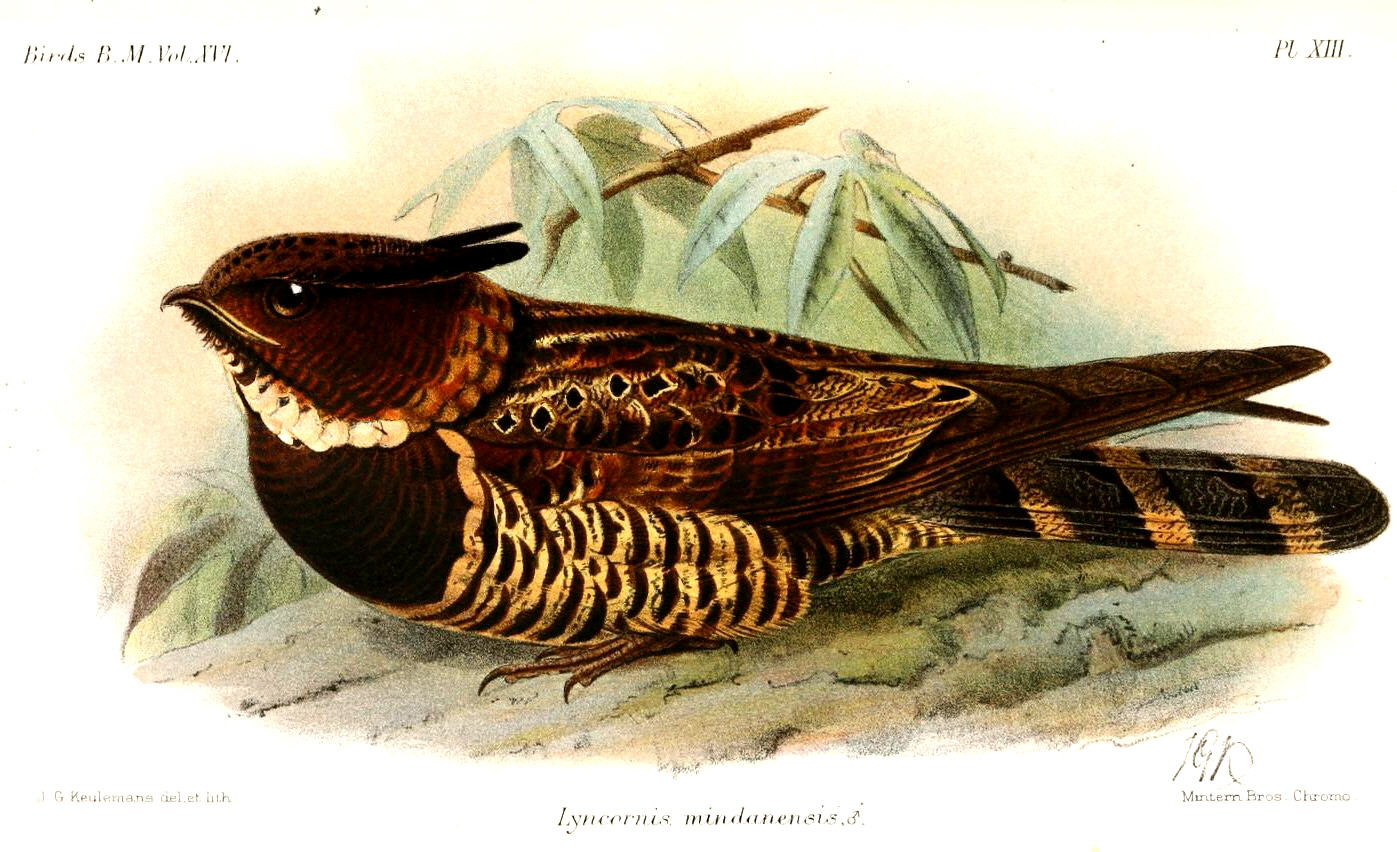
Ilustrace lelka ušatého (John Gerrard Keulemans, 1892)
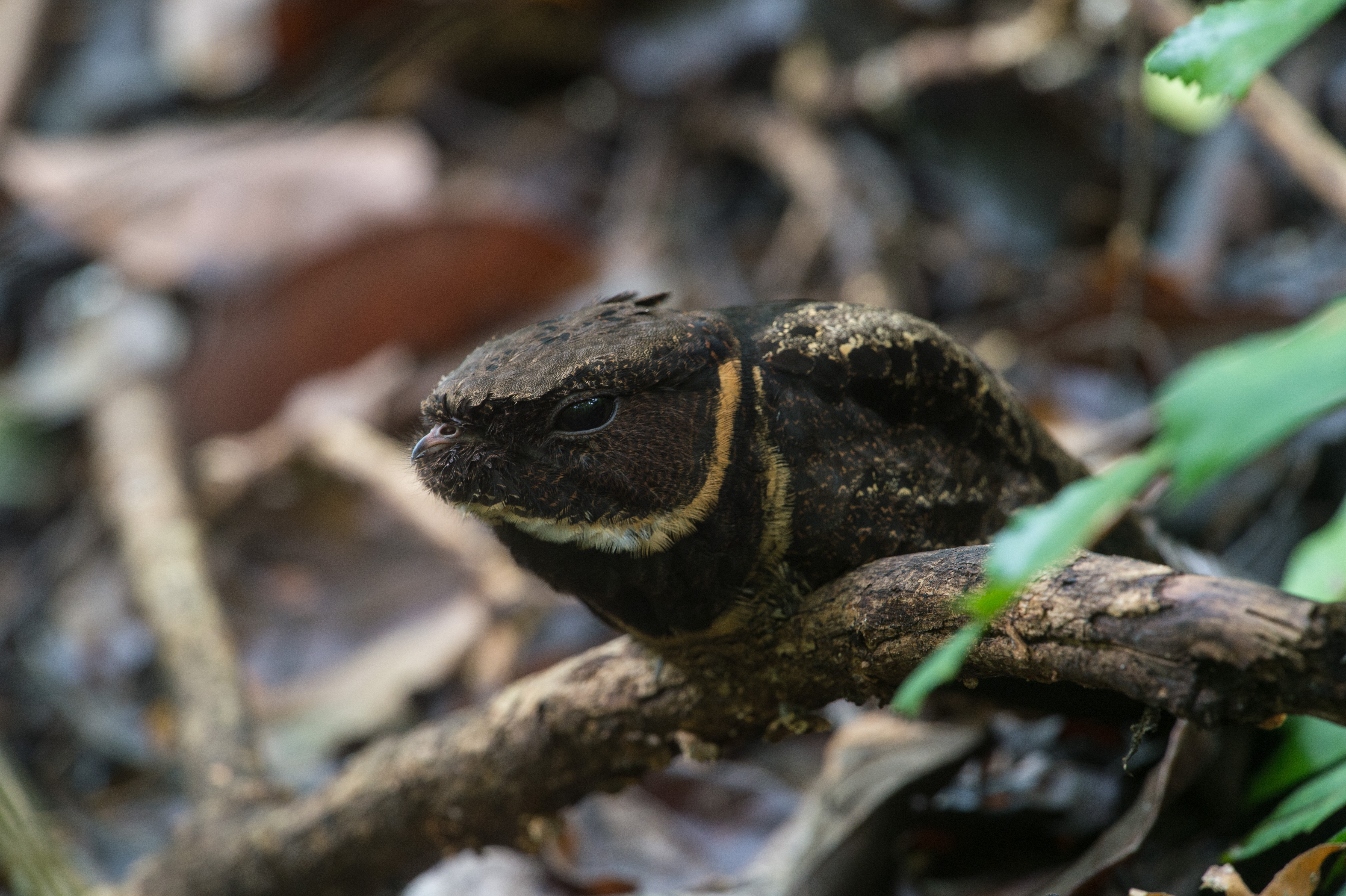
Fotografie lelka ušatého ze Sulawesi